# أيند جاميو لاوال
أيند جاميو لاوال (بالإنجليزية: Ayinde Jamiu Lawal) هو لاعب كرة قدم نيجيري في مركز الوسط، ولد في 12 مايو 1988 في لاغوس في نيجيريا. لعب مع نادي سوندرييسكه ونادي ميتييلاند.

## وصلات خارجية
- أيند جاميو لاوال على موقع قاعدة بيانات كرة القدم.إي يو (الإنجليزية)
- أيند جاميو لاوال على موقع عالم كرة القدم.نت (الإنجليزية)